# ケンタウルス座T星
ケンタウルス座T星（ケンタウルスざTせい）は、ケンタウルス座の脈動変光星。

## 概要
1895年にアメリカ合衆国のウィリアミーナ・フレミングによって変光が発見された。細分類は時代によって変遷しており、かつては90日で変光する最も短い周期を持つミラ型変光星として分類されていた。今日変光星総合カタログや“SKY CATALOGUE 2000.0”、『天文観測年表』では90.44日の周期で5.5等と9.0等の間を変光するSRA型の半規則型変光星として分類しているが、アメリカ変光星観測者協会では181.4日の周期で5.56等と8.44等の間を変光するRVA型変光星として分類している。変光星総合カタログ等においてケンタウルス座T星が分類されるSRA型は半規則型変光星の中でも周期性の良い変光をする赤色巨星が分類される型であり、T星自身も脈動に伴いスペクトル型がK0e-M4IIeの間を変化する赤色巨星である。

## 名称
学名はT Centauri（略称：T Cen）、コルドバ掃天星表での番号はCD-32°9549、ケープ写真掃天星表での番号はCPD-32°3458、ヘンリー・ドレイパーカタログの番号はHD 119090。